# Die Ritter der Tafelrunde
Die Ritter der Tafelrunde (Originaltitel: Knights of the Round Table) ist ein US-amerikanisch-britischer Abenteuerfilm aus dem Jahre 1953. Der Film entstand frei nach Le Morte d’Arthur von Thomas Malory.

## Handlung
Der Film erzählt die Legende von König Artus und den Rittern der Tafelrunde. Artus schuf um seinen Hof Camelot ein Reich des Guten. Der König ist allseits beliebt und hat das Vertrauen seiner Untertanen. Sein engster Vertrauter ist der Ritter Lancelot. Lancelot verliebt sich jedoch in die künftige Königin und Ehefrau von König Artus, Guinevere. Als dies der bösartige Mordred erfährt, der als Gemahl von Artus’ Halbschwester Morgan le Fay ebenfalls Anspruch auf den Thron erhebt, benutzt er dieses Wissen, um Camelot und das Reich von König Artus zu zerstören. Der Kampf um den Thron Britanniens beginnt, und Lancelot hilft Artus, das Reich zu retten, wobei Artus und Mordred ihr Leben verlieren. Guinevere verbringt den Rest ihrer Tage als Nonne in einem Kloster.

## Hintergrund
Der Ritterfilm – die erste Produktion der MGM im damals neuen revolutionären Cinemascope-Breitwand-Verfahren – ist der zweite Teil der Ritter-Trilogie des Dreiergespanns Pandro S. Bermann (Produktion), Richard Thorpe (Regie) und Robert Taylor (männliche Hauptrolle). Er beleuchtet die Anfänge des Rittertums, während der Vorgänger Ivanhoe – Der schwarze Ritter (1952) sich mit dem Höhepunkt und der Nachfolger Liebe, Tod und Teufel (1955) mit dem Ende dieser mittelalterlichen Ära beschäftigte. Gedreht wurden alle drei Filme in den MGM-British Studios in Borehamwood bei London, und auch für die Ritter der Tafelrunde wurde wieder die gigantische Schlosskulisse genutzt, die man für Ivanhoe dort aufgebaut hatte.

## Kritiken
„Spezialisten für mittelalterliche Literatur werden sich ob dieser aufwendigen, prominent besetzten Hollywood-Verfilmung der Artussage natürlich die Haare raufen. Davon abgesehen ist der Film ein handwerklich glänzend gemachtes Stück Unterhaltungskino, das mit viel Ritter-Romantik, Edelmut und Kampfgetümmel für Kurzweil sorgt und optisch einiges zu bieten hat.“

## Auszeichnungen
Der Film erhielt eine Einladung zum Wettbewerb der Internationalen Filmfestspiele von Cannes 1954. 1954 wurde er für einen Oscar in der Kategorie Bestes Szenenbild und Bester Ton nominiert.

## Veröffentlichung
Die Ritter der Tafelrunde hatte seine Premiere am 22. Dezember 1953. In der Bundesrepublik Deutschland startete er am 17. Dezember 1954 in den Kinos. In der DDR wurde er erstmals am 21. Februar 1986 im Fernsehen auf DFF 1 ausgestrahlt. Am 22. August 2002 erschien das Werk auf Video, sowie am 13. Januar 2006 auf DVD (Warner Bros. Entertainment).

## Soundtrack
- Miklós Rózsa: Knights of the Round Table. Original Motion Picture Soundtrack. Teil 1 des 2-CD-Sets Knights of the Round Table / The King's Thief. FSM Golden Age Classics. Turner/Rhino/Film Score Monthly, Burbank, Culver City u. a. 2003, Tonträger-Nr. FSM Vol. 6 No. 7 – digital restaurierte Originaleinspielung der vollständigen Filmmusik (Stereo) durch das M-G-M Studio Orchestra unter der Leitung des Komponisten